# جيمس فاليريو
جيمس فاليريو (بالإنجليزية: James Valerio)‏ هو رسام وفنان أمريكي، ولد في 1938 في شيكاغو في الولايات المتحدة.